# Рівненська дитяча залізниця
Рíвненська дитяча залізниця — вузькоколійна залізниця в місті Рівне, заклад позашкільної освіти дітей, що знайомить їх з залізничними спеціальностями. Розташована в центрі міста Рівне, вздовж берега річки Устя. Шлях тупиковий, з двома станціями — Партизанська та Озерна (раніше — Піонерська). На станції Партизанська покладені рейки типу Р43, а на станції Озерна — IV-d та VI-d. Є міст і водопропускна труба.

## Історія
Дорога побудована впродовж 1948 — 1949 років, під час повоєнної хвилі будівництва дитячих залізниць в Україні. Будівництво вели шляховики ПЧ-7 Ковельської залізниці, на недільниках їм допомагали жителі міста.
9 травня 1949 року відбулося урочисте відкриття дитячої залізниці.
Наразі на залізниці працюють тепловоз ТУ2-137, два вагони Pafawag та дві вантажні платформи.
До відкриття, у 1949 році, перегін дитячої залізниці був обладнаний електрожезловою системою, облаштувані міжстанційний, стрілочний зв'язок та дикторське мовлення на станціях.
У 1970 році пристрої СЦБ і зв'язку модернізовані — побудовані релейне напівавтоматичне блокування, Міжстанційний, диспетчерський, стрілочний телефонний зв'язок, локомотивний радіозв'язок, станції радіофіковані.

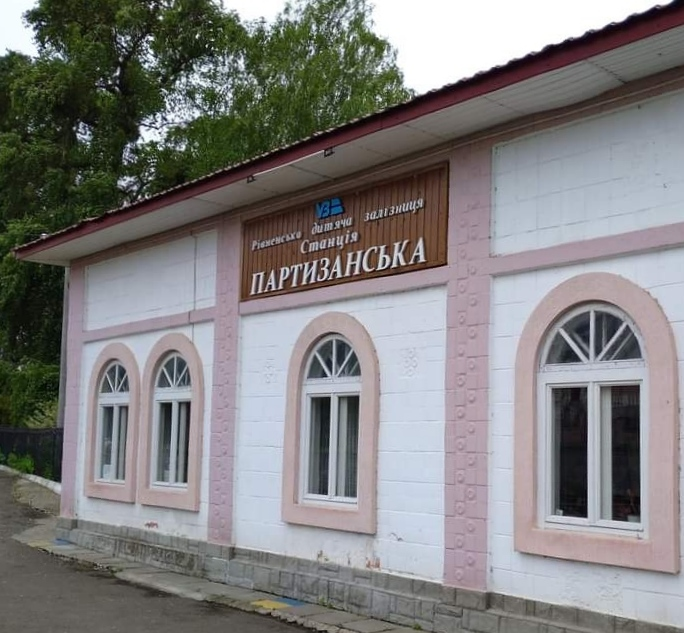
Будівля станції Партизанська
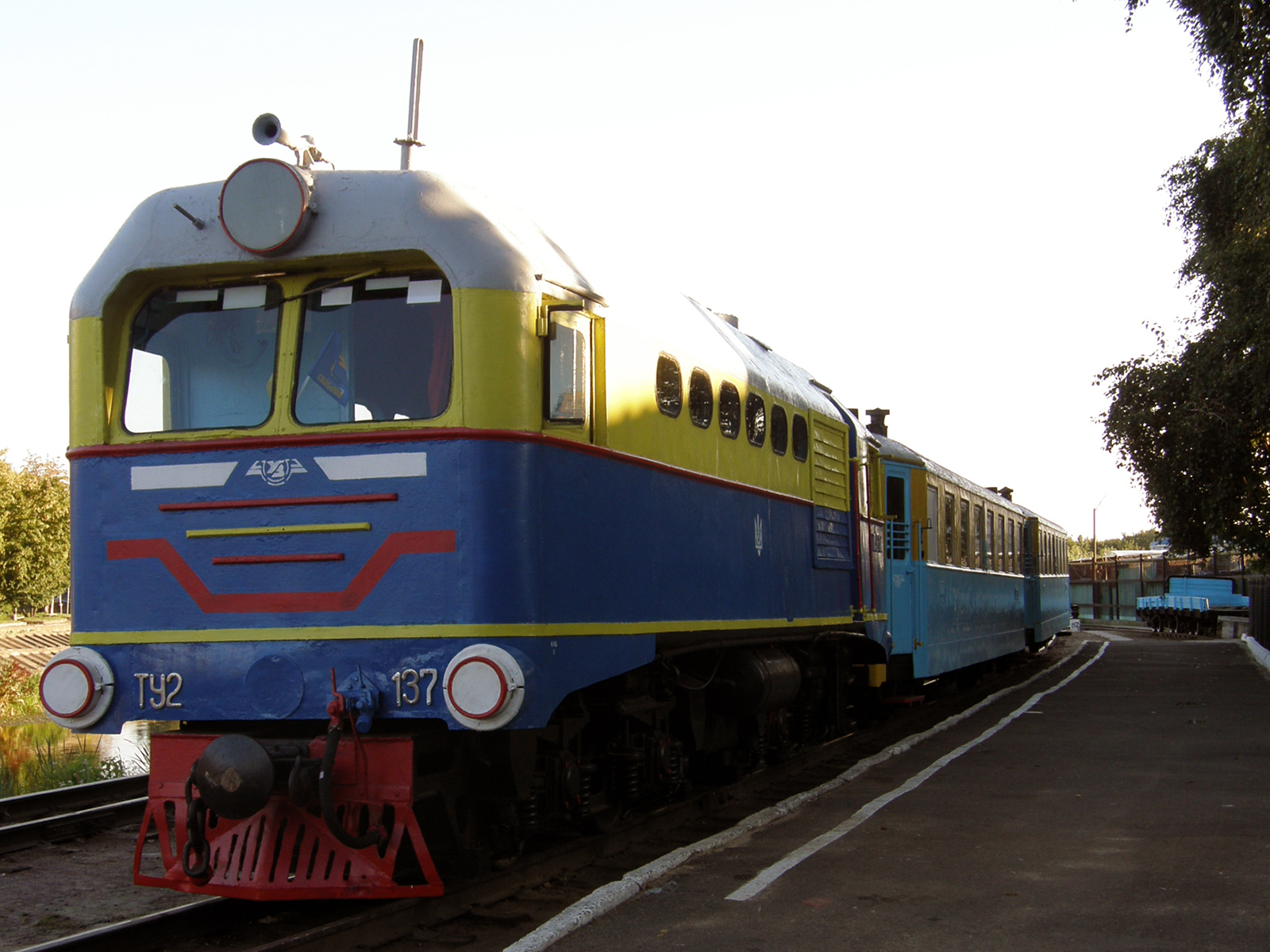
Тепловоз ТУ2-137

За час існування дитячої залізниці пройшло навчання 30 000 дітей.